# Raj Kumar Mehra
Raj Kumar Mehra (* 16. April 1918; † 5. Januar 2001 in Rajpur Sonarpur) war ein indischer Radrennfahrer.

## Sportliche Laufbahn
Raj Kumar Mehra nahm an den Olympischen Sommerspielen 1948 in London teil. Das olympische Straßenrennen beendete er nicht. Die indische Mannschaft mit Eruch Mistry, Homi Pavri, Raj Kumar Mehra und Bapoo Malcolm kam nicht in die Mannschaftswertung.
Auch 1952 in Helsinki war er Olympiastarter. Bei den Spielen schied er im olympischen Straßenrennen beim Sieg von André Noyelle aus. Die indische Mannschaft mit Pradip Bode, Netai Bysack, Raj Kumar Mehra und Suprovat Chakravarty kam nicht in die Mannschaftswertung. Er bestritt mit dem Bahnvierer die Mannschaftsverfolgung, das indische Team schied in der Qualifikation aus. 
Bei den Asienspielen 1951 gewann er die Silbermedaille in der Mannschaftsverfolgung.